# Filettino
Filettino es una localidad italiana de la provincia de Frosinone, región de Lazio, con 550 habitantes.

## Evolución demográfica
| Gráfica de evolución demográfica de Filettino entre 1861 y 2001 |
|                                                                 |
| Fuente ISTAT - elaboración gráfica de Wikipedia                 |

## Historia
Los orígenes de Filettino son poco conocidos y, ciertamente, no se sabe nada, excepto que todo el territorio pertenecía a la Equi hasta la conquista romana, mientras que los primeros asentamientos en la zona de Trevi nel Lazio se remonta al último período del Paleolítico, Filettino no tiene historia oficial hasta principios del siglo XI, cuando el papa Nicolás II dio a conocer por un acto que abolió la antigua diócesis de Trevi la Fontana de la misma para unirse a otros países que dependen de ella, a la diócesis de Anagni.
Alrededor de 1297, el país cayó bajo el dominio de los Caetani, y esta condición se mantendrá hasta 1602. De hecho, el Papa Clemente VII se unió a la Sede Apostólica de la Cámara Filey, para someterlo a las dependencias de los Estados Pontificios, que dejará sólo con la anexión de esta al Reino de Italia, en 1870.
En 1602, luego, tras ser condenado a muerte el señor feudal Próspero Caetani, Filey convirtió en una ciudad libre, con sus propios estatutos y su propio gobernador. Empezó a filete de una época dorada que duró hasta el siglo XIX. El municipio estableció la separación de las clases (cuatro clases: un noble y civilizada, artesanos y agricultores) y se proclamó "la Comunidad Magnífico" 22 de agosto de 1662. Las familias de las dos primeras clases (la nobleza y la clase civil) dominó el ayuntamiento hasta 1870 Filettino relacionadas entre sí, y muchas de ellas levantaron los brazos y se sumaron a la nobleza de otras ciudades establecidas.
Benedicto conde Pecci de Carpineto Romano, pariente de la famosa papa León XIII, en una de sus obras en Lacio escribió que el canon de la Iglesia Colegiata de Santa María de la Asunción en Filey, entonces Luigi de Cesaris, llevaba el título de Patricio Filettino. Es probable que la costumbre de dar a los jueces cívicos y sus descendientes el título estaba bien establecida en esta ciudad.
San Bernardino de Siena se quedó en 1438, quien, durante su estancia, según la leyenda, que protegía el pueblo del asedio de los bandidos. Precisamente a causa de este episodio, San Bernardino es ahora la patrona del país.
Ahí también vivió Judith Arquati Tavani, una figura importante del Risorgimento italiano, murió en Roma el 25 de octubre de 1867, con las bayonetas, con su esposo Francisco Arquati, de filettinese familia noble (filete, 27 de septiembre de 1810 - Roma, 25 de octubre de 1867), y un hijo, por los gendarmes papal.
La ciudad fue llamado entre 1938 a 1945 Filettino Graziani, desde que nació Rodolfo Graziani (Filey 1882 - Roma 1955), general italiano, fue gobernador de Libia y virrey de Etiopía en la historia por sus crímenes contra el pueblo civiles y el apodo de "El Carnicero de Fezza"

## Campaña de independencia
En agosto de 2011, después de que el Gobierno italiano anunciara que todos los pueblos con menos de 1000 habitantes se verían obligados a fusionarse con los pueblos cercanos, el alcalde Luca Sellari comenzó una campaña para convertir a la localidad en un estado independiente. La aldea comenzó a imprimir su propia moneda, el Fiorito.

## Ver
- Artículos en Wikinoticias: Municipio italiano quiere independizarse por causa de austeridad financiera de Berlusconi
- Anexo:Movimientos regionales de autodeterminación en Europa

- Datos: Q116836
- Multimedia: Filettino / Q116836